# Giovanni d'Arkel (vescovo)
Giovanni d'Arkel, noto anche come Giovanni IV di Utrecht e soprannominato il Vescovo cavaliere per via delle numerose guerre che dovette combattere (in olandese Jan van Arkel, in francese Jean d'Arkel o d'Arckel; Olanda, 1314 – Liegi, 1º luglio 1378), è stato un vescovo cattolico, scrittore e nobile olandese, principe vescovo di Utrecht dal 1342 al 1364 e di Liegi dal 1364 al 1378.

## Origini e famiglia
Giovanni d'Arkel nacque nel 1314, figlio di Giovanni III d'Arkel e della sua seconda moglie Cunegonda di Virneburg, figlia del conte Roberto II di Virneburg. Nelle fonti i dettagli della sua vita sono stati spesso confusi con quelli dell'omonimo fratellastro Giovanni IV d'Arkel, nato dal primo matrimonio del padre con Mabelia di Voorne, o con quelli del nipote Giovanni V d'Arkel.
Sebbene sacerdote, ebbe una lunga relazione con una donna chiamata Ermengarda Peters di Waderle, dalla quale ebbe tre figli:
- Cunegonda (1340 ca. - ?) – sposatasi con il cavaliere Dirck de Rover
- Margherita (1345 ca. - ?)
- Giovanni (1350-1413) – divenuto signore di Rijnestein

## Biografia

### Formazione ed elezione
Avviato alla carriera ecclesiastica, iniziò i suoi studi a Utrecht per poi completarli verosimilmente a Parigi. Al termine degli studi, spese alcuni anni presso la corte di Giovanni di Beaumont, dove affinò le proprie capacità letterarie grazie al contatto con numerose personalità di spicco del mondo intellettuale e umanistico dell'epoca, tra cui Jean Le Bel e probabilmente anche Jean Froissart.
Una volta divenuto diacono, entrò a far parte come canonico del capitolo della cattedrale di Utrecht ma, data la sua vasta erudizione, fu presto trasferito ad Avignone. Nel 1340, quando le condizioni di salute del vescovo di Utrecht Giovanni di Diest iniziarono seriamente a peggiorare, i cinque capitoli decisero di eleggere già un nuovo successore tra i loro ranghi. Presto i voti degli elettori si concentrarono su due candidati: il prevosto Giovanni di Bronckhorst, sostenuto dal duca Rinaldo II di Gheldria, e il diacono Giovanni d'Arkel, sostenuto dal conte Guglielmo IV d'Olanda. Poiché le due fazioni non erano ancora riuscite a trovare un accordo quando nel 1341 il vescovo morì, papa Benedetto XII scelse come successore il legato pontificio Niccolò Capocci, che prese possesso della diocesi all'inizio del 1342. Il Capocci tuttavia, già gradendo poco la destinazione affidatagli e avvertendo inoltre l'aperta ostilità del clero utrechtino, diede le dimissioni pochi mesi dopo, raccomandando come suo successore proprio Giovanni d'Arkel. Il suggerimento fu accolto dal nuovo pontefice Clemente VI e l'Arkel fu quindi ufficialmente scelto come nuovo vescovo della sede di Utrecht il 20 novembre 1342. Secondo il diritto canonico, erano necessari almeno 35 anni di età per poter ottenere la dignità episcopale, mentre Giovanni ne aveva meno di 30, motivo per cui dovette ricevere una dispensa speciale dal pontefice. Ricevette la consacrazione episcopale il 25 aprile 1343 dalle mani del cardinale Gauscelin de Jean e fece il suo solenne ingresso a Utrecht come nuovo vescovo l'8 maggio seguente, accolto da una folla festante.

### Episcopato a Utrecht
Il suo predecessore aveva lasciato il principato vescovile di Utrecht in una situazione disastrata sia dal punto di vista economico sia politico: il vescovado aveva accumulato numerosi debiti, a garanzia dei quali aveva dovuto ipotecare alcuni castelli, e i piccoli nobili e cavalieri locali agivano del tutto indisturbati esigendo con la forza decime e tributi dalla popolazione, motivo per cui la città di Utrecht aveva firmato un accordo con il conte d'Olanda nel quale questi si impegnava a fornirle protezione in cambio della sottomissione de facto della città al dominio olandese come protettorato. Per prima cosa Giovanni d'Arkel si dedicò al risanamento della situazione finanziaria: raccolse abbastanza denaro per riscattare le proprietà ipotecate e, per ridurre al minimo le spese amministrative, dismise l'intera corte episcopale e abbandonò persino l'uso del lussuoso palazzo vescovile, scegliendo di risiedere al di fuori dei confini della propria diocesi (probabilmente a Grenoble) e affidando l'amministrazione ordinaria al fratello Roberto di Asperen, che agiva come suo delegato. Sul versante politico poi riuscì a convincere le istituzione cittadine e la borghesia utrechtina che solo una forte autorità centralizzata del vescovo avrebbe potuto tenere a bada i nobili rapaci, e così la città siglò un nuovo accordo di collaborazione con l'Arkel nel 1344, disconoscendo il precedente accordo fatto con la contea d'Olanda.

#### Guerra con i conti d'Olanda

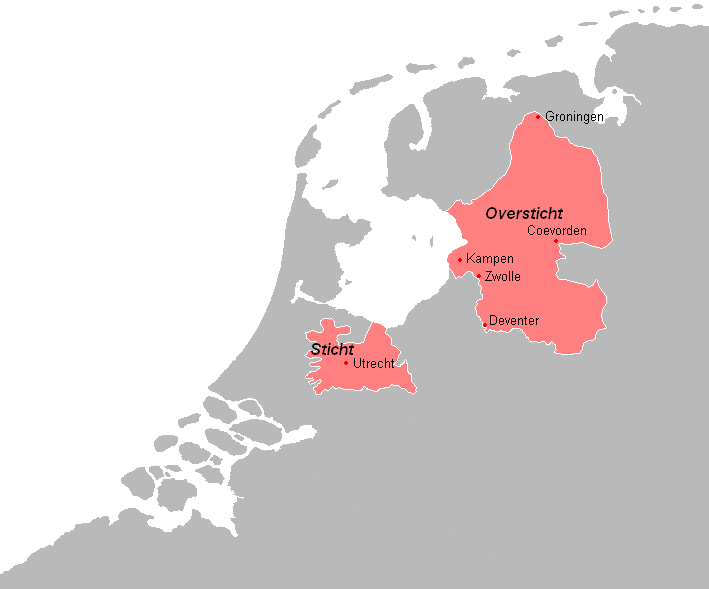
Il territorio del principato vescovile di Utrecht con le principali città

Roberto d'Asperen fu presto però costretto a richiamare il fratello in patria con urgenza quando l'8 giugno 1345 il conte Guglielmo IV invase il principato vescovile e attaccò e mise sotto assedio Utrecht, col supporto tra l'altro di diversi nobili locali, nel tentativo di riportarla sotto il proprio controllo. Giovanni si affrettò a rientrare e contattò immediatamente il suo ex patrono Giovanni di Beaumont, zio del conte d'Olanda, affinché intercedesse presso il nipote. L'assedio si protrasse per otto settimane, al termine delle quali la città accettò di riconoscere nuovamente il conte come proprio suzerano. Tuttavia, queste condizioni furono disconosciute appena due mesi dopo, quando Guglielmo IV morì nella battaglia di Warns e l'Olanda fu travolta dalla guerra tra ganci e merluzzi.
La nuova contessa, l'imperatrice Margherita di Hainaut, concesse una tregua di due anni a Utrecht, e così, non dovendo più preoccuparsi di interferenze estere, l'Arkel volle per prima cosa vendicarsi in modo esemplare dei vassalli che lo avevano tradito durante l'assedio: sotto la sua guida, tra il 1346 e il 1347 le truppe utrechtine attaccarono e riconquistarono diversi castelli e roccaforti filo-olandesi, tra cui Oudewater, Schoonhoven e Eemnes, che fu data alle fiamme per ordine del vescovo stesso.
Stabilizzatasi nuovamente la situazione, Giovanni d'Arkel decise di lasciare nuovamente Utrecht per risiedere all'estero e, poiché suo fratello Roberto era morto nella battaglia di Les Waleffes il 21 giugno 1347, affidò la gestione economica della città a una commissione di sei nobili scelti tra cavalieri e canonici. Nell'anno successivo visse in modo modesto prima a Verdun e poi a Tours. Tuttavia il 13 giugno 1348 fu di nuovo costretto a rientrare poiché Guglielmo di Baviera, dopo aver sottratto il titolo comitale olandese alla madre, aveva ripreso le ostilità contro il principato di Utrecht. Sotto la sua guida, l'esercito utrechtino vinse un primo scontro a IJsselstein ma fu poi sonoramente sconfitto il successivo 6 settembre a Jutphaas. Gisberto di Bronckhorst, bannereto di Zutphen, approfittò allora di questa battuta d'arresto per attaccare indisturbato l'Oversticht (la parte del principato al di là dello Zuiderzee). l'Arkel dovette perciò chiedere l'aiuto di alcuni baroni come Federico di Eese e Zweder di Voorst per ricacciare indietro il cavaliere invasore, il quale chiese però a sua volta sostegno al duca Rinaldo III di Gheldria, che decise di entrare in guerra al fianco dell'Olanda contro Utrecht. Affidandosi principalmente a piccole schermaglie ed evitando di conseguenza i grandi scontri campali, Giovanni d'Arkel riuscì a prolungare la guerra fino al 1349, costringendo alla fine Guglielmo a sospendere di nuovo le ostilità e a concedere un'altra tregua.
Tuttavia, queste azioni militari avevano finito col prosciugare nuovamente le casse della diocesi. Per far fronte alle spese, Giovanni d'Arkel dovette ipotecare l'Oversticht, a eccezione di Vollenhove, a Federico di Eese per ripagarlo del suo aiuto, e per lo stesso motivo dovette concedere a Zwder di Voorst la giurisdizione sul Mastenbroek. L'anno successivo si vide costretto a ipotecare anche Vollenhove e il Nedersticht. Inoltre papa Clemente VI inviò un suo rappresentante a confiscare le lussuose stoviglie del vescovo per costringerlo a pagare i suoi debiti. L'Arkel decise allora di lasciare per l'ennesima volta il principato nelle mani dei suoi sei delegati e, dopo aver nominato vicario uno dei suoi canonici, si trasferì stavolta ad Avignone portando con sé solo il minimo necessario.
Nel 1351 dovette tuttavia ancora una volta fare ritorno a Utrecht poiché i sei delegati incaricati di rimettere in ordine i conti del vescovado avevano invece finito col peggiorare ulteriormente la situazione. Nei tre anni seguenti, potendo contare sul pieno supporto del clero e delle istituzioni di Utrecht, riuscì a sistemare le finanze del principato vescovile, a riscattare tutti i territori ipotecati e a ristabilire la propria autorità su tutti i suoi vassalli, conquistando manu militari i castelli dei nobili e dei cavalieri che rifiutavano di sottomettersi. Assicurò inoltre la stabilità politica all'interno della città espellendo gli esponenti della fazione filo-olandese dei Gunterlingen.
Nel 1355 Guglielmo di Baviera attaccò nuovamente il principato, ma dopo pochi scontri poco fortunati decise di siglare un accordo di pace nel 1356, nel quale Giovanni d'Arkel e Utrecht riconoscevano la legittimità del titolo comitale di Guglielmo e quest'ultimo in cambio riconosceva definitivamente il confine tra la contea d'Olanda e il principato vescovile di Utrecht, confine che fu demarcato con l'erezione del Leopaal (letteralmente "Palo del leone"). I risultati ottenuti da Giovanni d'Arkel come principe vescovo garantirono a Utrecht una stabilità di cui mai prima aveva goduto sia sul piano della politica interna sia su quello delle relazioni esterne, che permisero alla città di fiorire e di mantenere la propria indipendenza per secoli a venire.

#### Guerra contro Zweder di Voorst
Nel 1361 il suo vecchio alleato Zweder di Voorst, che essendosi schierato con la fazione perdente nella guerra tra Rinaldo III di Gheldria e suo fratello Edoardo era stato privato di tutti i suoi possedimenti in Gheldria, si era visto escludere dal progetto di espansione del polder di Mastenbroek e in risposta aveva iniziato ad assalire i mercanti di passaggio lungo il corso dell'IJssel per estorcergli pagamenti. Il punto di rottura si raggiunse quando la città di Zwolle iniziò la costruzione di un canale di collegamento con l'IJssel che avrebbe dovuto attraversare alcuni terreni di proprietà di Zweder; questi pretese di avere diritti di sfruttamento e di dazio sul canale stesso ma, quando gli furono negati, per rappresaglia bruciò parte della città di Zwolle.

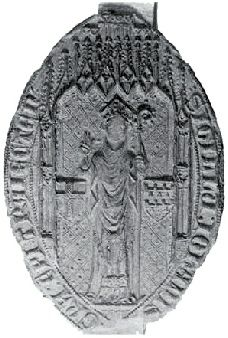
Sigillo di Giovanni d'Arkel come vescovo di Utrecht, 1361

L'Arkel dovette perciò prendere nuovamente le armi per difendere l'Oversitcht e insieme alle forze delle città di Zwolle, Kampen e Deventer mise sotto assedio il castello di Voorst il 29 luglio 1362. Le truppe del principato utilizzarono ogni arma e macchina a loro disposizione per cercare di superare le fortificazioni ma senza risultati, e l'assedio si prolungò per mesi. Alla fine decisero di prendere gli assediati per fame e in più occasioni catapultarono oltre le mura carcasse di animali che diffusero malattie tra gli occupanti del castello. La guarnigione si arrese infine il 9 novembre. Zweder di Voorst fu catturato e imprigionato e il suo castello fu completamente demolito e le sue pietre utilizzate per ricostruire Zwolle.

#### Vicende successive
Nel 1363 l'imperatore Carlo IV concesse a lui e a tutti i suoi successori il privilegio di poter coniare in tutte le città del principato vescovile monete d'oro e d'argento aventi la stessa validità dei coni imperiali.
Nello stesso periodo Giovanni d'Arkel entrò in contrasto, per motivi non noti, con il proprio capitolo diocesano. Non riuscendo a risolvere la questione, decise di perorare personalmente la sua causa davanti alla Santa Sede e si recò ad Avignone. Giunto nella città provenzale nella primavera del 1364, tuttavia, papa Urbano V gli propose inaspettatamente di succedere a Engelberto III di Mark come principe vescovo di Liegi, e Giovanni accettò l'offerta. Non è noto se la decisione del pontefice sia stata dettata dal desiderio di allontanare l'Arkel da una diocesi divenuta, secondo lui, troppo bellicosa, o se al contrario, ritenendolo un abile vescovo e politico, lo avesse selezionato per reggere una diocesi i cui vescovi, a causa della forte influenza delle istituzioni secolari e delle gilde, avevano storicamente avuto difficoltà a imporre la propria autorità.

### Episcopato a Liegi

#### Devoluzione di Loon
Preso possesso della sua nuova diocesi il 30 luglio 1364, la prima questione che Giovanni decise di risolvere fu quella della devoluzione della contea di Loon: nel gennaio 1336 Luigi IV di Loon, morto senza figli, aveva lasciato la contea in eredità ai vescovi di Liegi; tuttavia diversi suoi discendenti collaterali avevano da allora reclamato per sé il titolo comitale, impedendo al vescovado liegese di prendere possesso della contea. Attualmente il titolo era reclamato da Arnaldo di Rummen, al quale l'Arkel intimò di rinunciare alle sue pretese su Loon e l'11 agosto 1365 mise sotto assedio il castello di Rummen. Arnaldo e la sua guarnigione resistettero per nove settimane, nella speranza che suo cognato il conte Luigi II di Fiandra mandasse rinforzi, ma alla fine dovettero arrendersi incondizionatamente. La punizione del vescovo contro i ribelli fu esemplare: il capitano della guarnigione fu decapitato, il castello di Rummen bruciato e demolito, 180 soldati presi prigionieri e rinchiusi nel castello di Moha. Arnaldo di Rummen chiese perdono e nel 1366 firmò un trattato nel quale rinunciava a qualsiasi ulteriore pretesa su Loon in cambio di un indennizzo.

#### Primo scontro con gli Stati di Liegi

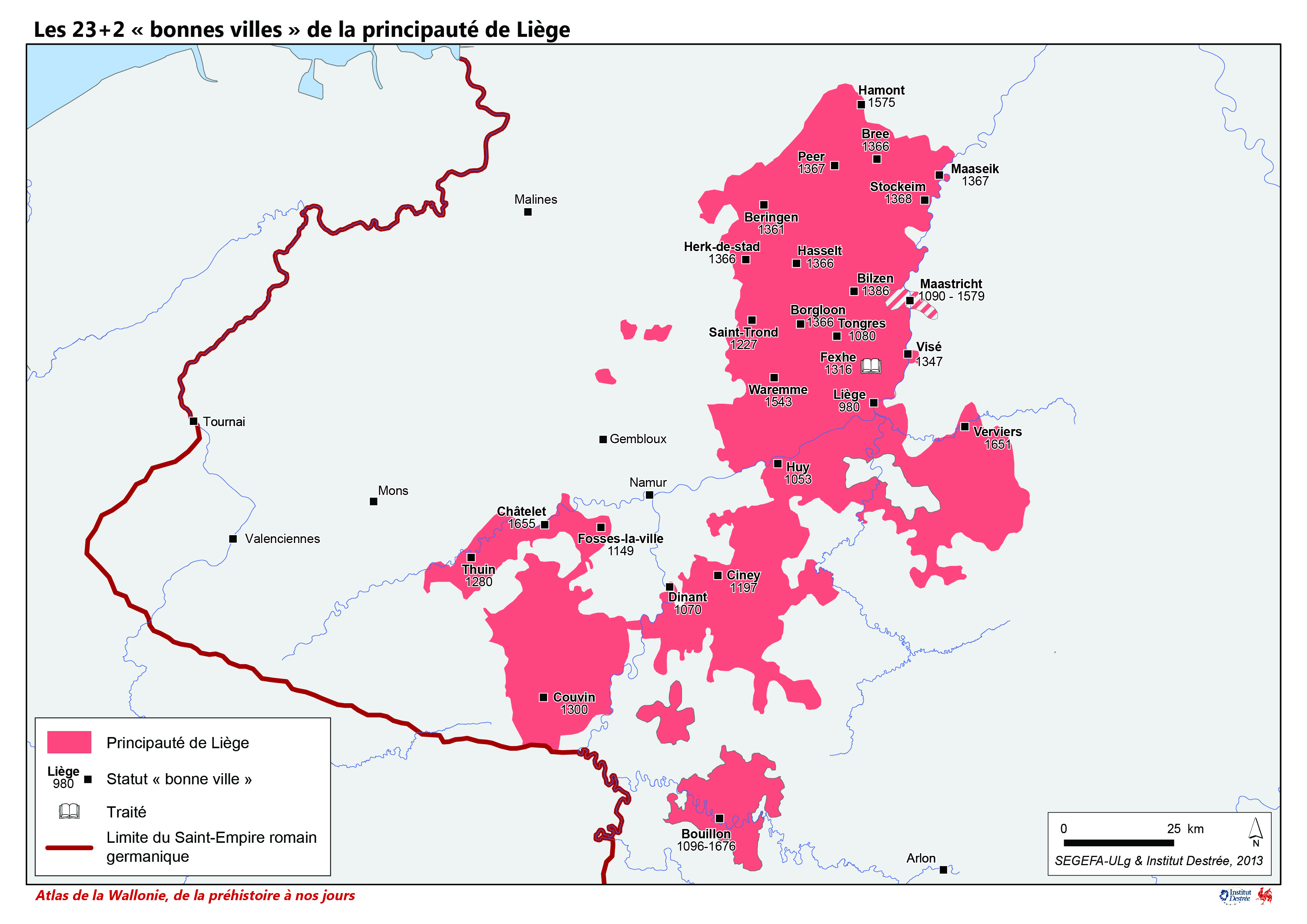
Il territorio del principato vescovile di Liegi con le principali città

Dopo alcuni anni di relativa tranquillità, Giovanni d'Arkel dovette scontrarsi con le istituzione secolari del suo principato. Quando infatti scelse nel 1372 un nuovo balivo di Thuin, questi si rifiutò di prestare il giuramento di fedeltà alle libertà cittadine previsto dalla pace di Fexhe. I due sindaci di Thuin, Englebert delle Thour e Jean de Harchies, si recarono allora di persona a Liegi per presentare reclamo al principe vescovo. L'Arkel si rifiutò tuttavia di riceverli e in risposta i due sindaci convocarono in piazza i rappresentanti delle gilde e, con un'accesa arringa, accusarono pubblicamente il vescovo di violare le leggi del paese. Quando i due lasciarono Liegi per tornare alla loro città, furono aggrediti nei pressi di Fosses; de Harchies fu ucciso, mentre delle Thour, pur gravemente ferito, riuscì a scappare. Immediatamente tutti i sospetti ricaddero sul principe vescovo, che fu apertamente accusato come mandante dell'omicidio dai cittadini di Thuin, i quali raccolsero il cadavere insanguinato del loro sindaco e lo portarono in processione fino a Liegi, dove lo esposero nella pubblica piazza. Tra i liegesi esplose la rivolta e gli Stati di Liegi, radunatisi d'urgenza, elessero Gualtiero di Rochefort come luogotenente (mambour) e dichiararono guerra a Giovanni d'Arkel, che fu costretto a rifugiarsi a Maastricht.
Le truppe di Liegi circondarono allora la città chiedendo che il vescovo gli fosse consegnato. Intervenne a placare gli animi il duca Venceslao del Brabante, consignore di Maastricht, che il 2 dicembre 1372 riuscì a mediare la firma di un trattato di pace tra le parti noto come prima pace dei XXII: in esso il principe vescovo autorizzava la reistituzione del Tribunale dei XXII, un tribunale sovrano con potere decisionale che aveva l'obiettivo di difendere i sudditi liegesi dagli abusi dei funzionari episcopali e che era già esistito per un breve periodo sotto il vescovo Adolfo II della Marca; inoltre da allora in avanti tutti i ruoli di rilievo di nomina vescovile, come comandanti di guarnigioni, ufficiali e persino membri del consiglio privato del vescovo, dovevano essere preclusi agli stranieri e occupati solo da sudditi del principato stesso. L'Arkel tuttavia, sperando di poter contare ancora sul sostegno del duca Venceslao, per il quale si offrì di fare da mediatore in una disputa con i comuni brabantini, cercò già all'inizio dell'anno successivo di ribaltare le disposizioni del trattato. Questo tuttavia provocò un'altra breve rivolta cittadina che si concluse il 1º marzo 1373 con la firma di un secondo trattato noto come seconda pace dei XXII: il potere del principe vescovo fu ulteriormente limitato e questi dovette promettere di non interferire con l'operato e con le sentenze del Tribunale dei XXII.

#### Secondo scontro con gli Stati di Liegi
Nel 1375 un ricco borghese di Sint-Truiden, condannato per omicidio da un tribunale ordinario, ricevette la grazia da Giovanni d'Arkel dietro pagamento di un'ammenda di 1.700 fiorini d'oro. Lo stesso borghese poco dopo citò però in giudizio il principe vescovo davanti al Tribunale dei XXII per un cavillo formale: egli pretendeva infatti la restituzione della somma pagata poiché nelle lettere di grazia veniva definito "innocente" e pertanto, secondo lui, esente da colpe passibili di sanzione economica. Il Tribunale diede ragione al borghese e condannò l'Arkel a risarcire l'uomo attingendo dai propri beni personali. In protesta, il vescovo si ritirò nuovamente a Maastricht e da lì partì poi per Avignone per appellarsi direttamente alla Santa Sede. Papa Gregorio XI diede ragione a Giovanni e lanciò l'interdetto su Liegi, scatenando rivolte in tutto il principato. Anche il capitolo della cattedrale di Liegi si schierò inaspettatamente contro il proprio vescovo e inviò delegati per sottoporre al pontefice le proprie rimostranze.
Il papa incaricò allora l'abate di San Bavone di Gand di indagare sugli eventi e di cercare una riappacificazione. Ma i suoi sforzi furono vani. Rientrato a Maastricht, l'Arkel si preparò alla guerra, fortificando la città e facendo giungere truppe dalla Germania che in breve iniziarono ad attaccare e devastare le campagne circostanti. In risposta, i cittadini di Huy catturarono e rasero al suolo il castello di Moha. Nel frattempo i liegesi, che erano riusciti a formare un discreto esercito tassando pesantemente il clero e i borghesi più ricchi, informarono il duca Venceslao che, se non avesse costretto il vescovo a uscire da Maastricht, sarebbe stato privato della sua parte di sovranità sulla città. Il duca del Brabante intervenne perciò nuovamente come mediatore e organizzò un incontro tra le varie parti presso il castello di Castert. Qui il 13 giugno 1376 fu conclusa una terza pace dei XXII: in essa il vescovo e i suoi beni furono dichiarati esenti dalla giurisdizione del Tribunale dei XXII. All'Arkel fu inoltre riconosciuto un indennizzo di 16.000 fiorini d'oro. Pochi mesi dopo fu firmata anche una quarta pace dei XXII, che semplicemente riconfermava quanto stabilito nella pace di Fexhe. Conclusasi così la vicenda, l'abate di San Bavone revocò l'interdetto all'inizio del 1377 e Giovanni poté rientrare a Liegi.

#### Ultimi anni e morte

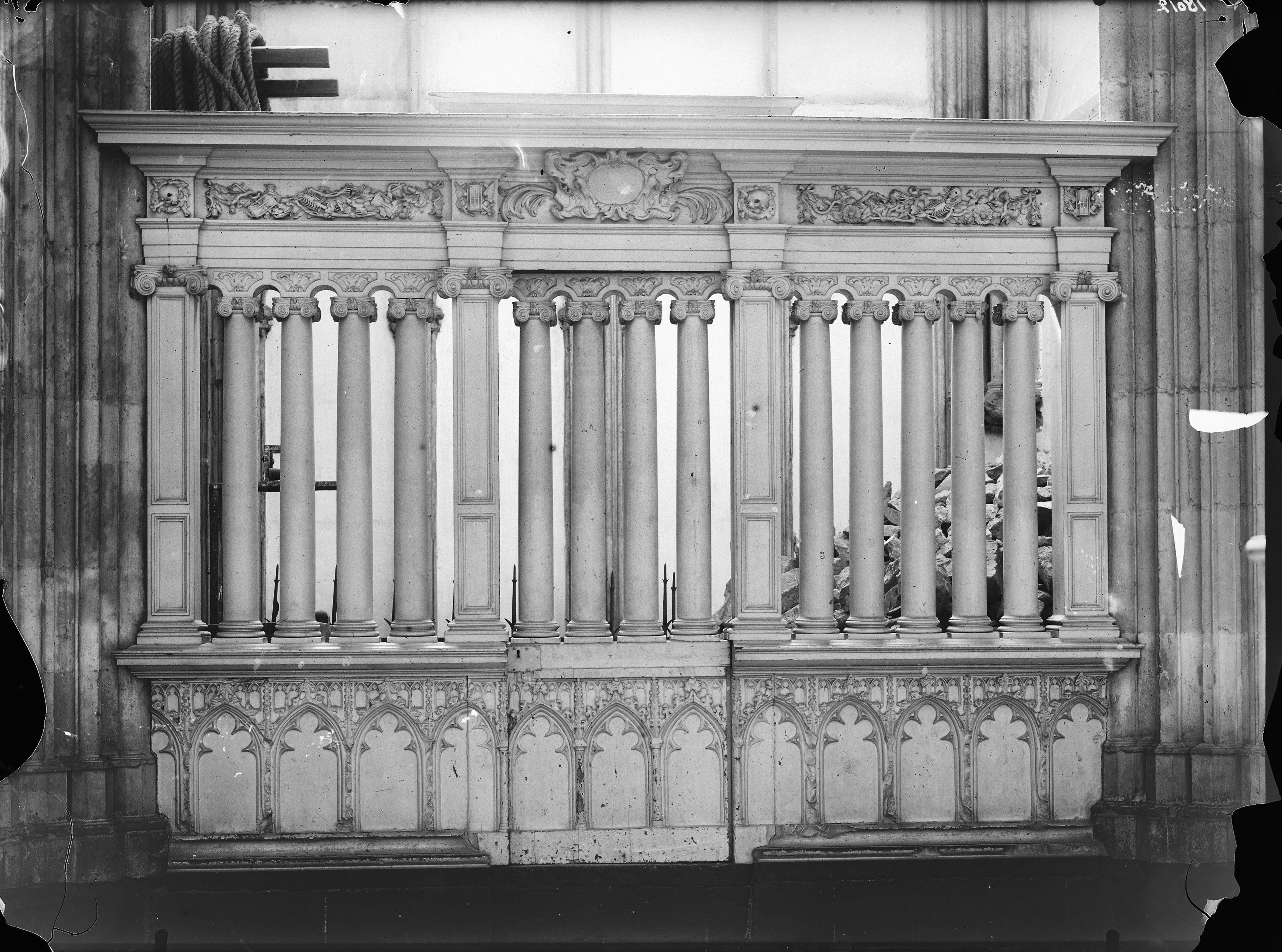
Muro che chiude la cappella "Jan van Arkel" del Duomo di Utrecht

Ormai sfinito dalle continue lotte di potere, Giovanni d'Arkel si allontanò quasi completamente dalla vita politica, dedicandosi solo alla sua funzione religiosa. Abbandonò il palazzo vescovile e si ritirò a vivere presso il convento dei guglielmiti nel sobborgo di Avroy. Nell'agosto 1377 consacrò la collegiata di Nostra Signora di Huy.
Morì a Liegi il 1º luglio 1378 all'età di 63 anni. Come per sua espressa volontà, fu seppellito nella cattedrale di San Martino di Utrecht. Dopo la riforma protestante, la sua tomba è stata incorporata nel muro che chiude la cappella che porta il suo nome nella stessa cattedrale. Il suo cuore rimase invece a Liegi, conservato in un vaso di piombo presso il convento guglielmita.

## Attività letteraria
Nel corso del suo episcopato, Giovanni d'Arkel produsse una notevole quantità di scritti in versi e in prosa, tutti in lingua francese dell'epoca. La quasi totalità di questi scritti è tuttavia andata perduta nel corso dei secoli e la sua unica opera giuntaci è Li Ars d'Amour, de Vertu et de Boneurté, un trattato sulle varie forme di amore e amicizia, dedicato a Jean Le Bel e a lungo erroneamente attribuito a lui.
A Giovanni d'Arkel è inoltre attribuito anche l'epitaffio in versi latini che decorava la tomba del già citato Jean Le Bel, morto il 15 febbraio 1370.

## Ascendenza
|                               |                       |                          | Genitori                        |  |  | Nonni |  |  | Bisnonni           |  |  | Trisnonni                |  |
|                               |                       |                          |                                 |  |  |       |  |  | Giovanni I d'Arkel |  |  | Herbaren II di Ter Leede |  |
|                               |                       |                          |                                 |  |  |       |  |  | Giovanni I d'Arkel |  |  | Herbaren II di Ter Leede |  |
|                               |                       | Adelaide di Heusden      |                                 |  |  |       |  |  | Giovanni I d'Arkel |  |  |                          |  |
| Giovanni II d'Arkel           |                       |                          |                                 |  |  |       |  |  | Giovanni I d'Arkel |  |  |                          |  |
|                               |                       | Berta d'Ochten           | Enrico I d'Ochten               |  |  |       |  |  |                    |  |  |                          |  |
|                               |                       | Berta d'Ochten           | Enrico I d'Ochten               |  |  |       |  |  |                    |  |  |                          |  |
|                               |                       | Berta d'Ochten           | Giuditta d'Ochten               |  |  |       |  |  |                    |  |  |                          |  |
| Giovanni III d'Arkel          |                       | Berta d'Ochten           |                                 |  |  |       |  |  |                    |  |  |                          |  |
|                               |                       | Gerardo di Sterkenburg   | Ernesto di Wulven e Sterkenburg |  |  |       |  |  |                    |  |  |                          |  |
|                               |                       | Gerardo di Sterkenburg   | Ernesto di Wulven e Sterkenburg |  |  |       |  |  |                    |  |  |                          |  |
|                               |                       | Gerardo di Sterkenburg   | Caterina di Weerdenburg         |  |  |       |  |  |                    |  |  |                          |  |
| Bertrada di Sterkenburg       |                       | Gerardo di Sterkenburg   |                                 |  |  |       |  |  |                    |  |  |                          |  |
|                               |                       | …                        | …                               |  |  |       |  |  |                    |  |  |                          |  |
|                               |                       | …                        | …                               |  |  |       |  |  |                    |  |  |                          |  |
|                               |                       | …                        | …                               |  |  |       |  |  |                    |  |  |                          |  |
| Giovanni d'Arkel              |                       | …                        |                                 |  |  |       |  |  |                    |  |  |                          |  |
|                               | Enrico I di Virneburg | Ermanno III di Virneburg |                                 |  |  |       |  |  |                    |  |  |                          |  |
|                               | Enrico I di Virneburg | Ermanno III di Virneburg |                                 |  |  |       |  |  |                    |  |  |                          |  |
|                               | Enrico I di Virneburg | Lutgarda di Nassau       |                                 |  |  |       |  |  |                    |  |  |                          |  |
| Roberto II di Virneburg       | Enrico I di Virneburg |                          |                                 |  |  |       |  |  |                    |  |  |                          |  |
|                               |                       | Ponzetta di Oberstein    | Guglielmo II di Oberstein       |  |  |       |  |  |                    |  |  |                          |  |
|                               |                       | Ponzetta di Oberstein    | Guglielmo II di Oberstein       |  |  |       |  |  |                    |  |  |                          |  |
|                               |                       | Ponzetta di Oberstein    | Gudeta                          |  |  |       |  |  |                    |  |  |                          |  |
| Cunegonda di Virneburg        |                       | Ponzetta di Oberstein    |                                 |  |  |       |  |  |                    |  |  |                          |  |
|                               |                       | Giovanni I di Cuijk      | Enrico III di Cuijk             |  |  |       |  |  |                    |  |  |                          |  |
|                               |                       | Giovanni I di Cuijk      | Enrico III di Cuijk             |  |  |       |  |  |                    |  |  |                          |  |
|                               |                       | Giovanni I di Cuijk      | Aleida Persijn                  |  |  |       |  |  |                    |  |  |                          |  |
| Cunegonda di Cuijk e Neuenahr |                       | Giovanni I di Cuijk      |                                 |  |  |       |  |  |                    |  |  |                          |  |
|                               |                       | Giuditta di Nassau       | Enrico di Nassau                |  |  |       |  |  |                    |  |  |                          |  |
|                               |                       | Giuditta di Nassau       | Enrico di Nassau                |  |  |       |  |  |                    |  |  |                          |  |
|                               |                       | Giuditta di Nassau       | Matilde di Gheldria             |  |  |       |  |  |                    |  |  |                          |  |
|                               |                       | Giuditta di Nassau       |                                 |  |  |       |  |  |                    |  |  |                          |  |

## Genealogia episcopale
La genealogia episcopale è:
- Cardinale Gauscelin de Jean
- Vescovo Giovanni d'Arkel